# Rosette
『rosette』（ローゼット）は、工藤静香の5枚目のスタジオ・アルバム。1990年4月4日にポニーキャニオンから発売された。初回生産分は特殊箱型ケース入り。

## 概要
リリース前の告知の段階では、タイトルが『ミステリアスII』と発表されていた。
シングル「くちびるから媚薬」を収録。1990年4月16日付オリコンアルバムヒットチャートで1位を獲得した。『静香』（1988年7月21日）、『JOY』（1989年3月15日）に続いて3作目である。
フジテレビ系音楽番組『夜のヒットスタジオ』で「 "静香ワイン" をプレゼント」という企画があり、本作のジャケットが使用されたワインラベルとなっていた。
編曲のクレジットにある "Draw4" は後藤次利を中心とするミュージシャン及びエンジニアのユニットで、メンバーは後藤の他に、キーボード奏者の門倉聡、シンセサイザープログラマーの藤井丈司・菅原弘明、エンジニアの村瀬範恭という5名からなる。

## 収録曲
| 全作曲: 後藤次利、全編曲: Draw4。 |                      |           |            |      |
| #                                 | タイトル             | 作詞      | 作曲・編曲 | 時間 |
| 1.                                | 「断崖」             | 三浦徳子  | 後藤次利   | 4:42 |
| 2.                                | 「Mirageの虜」       | 松井五郎  | 後藤次利   | 3:57 |
| 3.                                | 「Unbeliever」       | 川村真澄  | 後藤次利   | 4:49 |
| 4.                                | 「瞬間の海」         | 戸沢暢美  | 後藤次利   | 4:11 |
| 5.                                | 「月曜日の失踪」     | 川村真澄  | 後藤次利   | 4:44 |
| 6.                                | 「くちびるから媚薬」 | 松井五郎  | 後藤次利   | 3:57 |
| 7.                                | 「愛の漂流者」       | 田口俊    | 後藤次利   | 5:44 |
| 8.                                | 「素直に言って」     | 愛絵理    | 後藤次利   | 6:45 |
| 合計時間:                         | 合計時間:            | 合計時間: | 38:49      |      |

## 関連作品
- くちびるから媚薬
  - くちびるから媚薬 （9th シングル）
  - unlimited
  - intimate
  - Super Best
  - ミレニアム・ベスト
  - MYこれ!クション 工藤静香BEST
  - Shizuka Kudo 20th Anniversary the Best
- 素直に言って
  - She Best of Best